# Hydrogenophilus
Gli Hydrogenophilus sono un genere appartenente alla famiglia delle Hydrogenophilaceae e, come tutti i proteobatteri, sono Gram-negativi. Questi batteri sono termofili, e, crescendo in ambienti all'intorno dei 50° C, ottengono la loro energia tramine l'ossidazione dell'idrogeno.